# Aeroport Internacional Ministro Pistarini
L'Aeroport Internacional Ministro Pistarini, conegut també com a Aeroport Internacional d'Ezeiza (codi IATA: EZE, codi OACI: SAEZ) (en castellà: Aeropuerto Internacional Ministro Pistarini), és l'aeroport més gran de l'àrea metropolitana de Buenos Aires i el més important de l'Argentina. Està situat 22 km al sud-oest de la capital, a la localitat d'Ezeiza, i té una superfície de 3,475 ha. L'aeroport és propietat del Ministeri de Planificació i Serveis Públics del Govern de l'Argentina i és operat per Aeropuertos Argentina 2000, S. A. És un important centre de connexions per a Aerolíneas Argentinas, que enllaça l'aeroport amb l'Amèrica del Sud, l'Amèrica del Nord, Europa i Oceania amb diversos vols directes.

## Aerolínies i destinacions
| Companyia                      | Destinacions | Terminal |
| ------------------------------ | --- | -------- |
| Aerolíneas Argentinas          | Auckland, Barcelona, Bogotà, Caracas, Córdoba, Lima, Madrid, Mendoza, Ciutat de Mèxic, Miami, Roma-Fiumicino, Santa Cruz de la Sierra-Viru Viru, São Paulo-Guarulhos, Sydney de temporada: Santiago de Compostel·la | B        |
| Aeroméxico                     | Ciutat de Mèxic | A        |
| Aerosur                        | Santa Cruz de la Sierra-Viru Viru | A        |
| Air Canada                     | Santiago de Xile, Toronto-Pearson | A        |
| Air Europa                     | Madrid | A        |
| Air France                     | París-Charles de Gaulle | A        |
| Alitalia                       | Roma-Fiumicino | A        |
| American Airlines              | Dallas/Fort Worth, Miami, Montevideo, Nova York-JFK | A        |
| Avianca                        | Bogotà | A        |
| Boliviana de Aviación          | Cochabamba, Santa Cruz de la Sierra-Viru Viru | A        |
| British Airways                | Londres-Heathrow, São Paulo-Guarulhos [acaba el 27 de març] | A        |
| Continental Airlines           | Houston-Intercontinental | A        |
| Conviasa                       | Caracas | A        |
| Copa Airlines                  | Panamà | A        |
| Cubana de Aviación             | L'Havana, Varadero | A        |
| Delta Air Lines                | Atlanta | A        |
| Gol Transportes Aéreos         | Asunción, Belo Horizonte-Confins, Curitiba-Afonso Pena, Florianópolis, Porto Alegre, Rio de Janeiro-Galeão, Santiago de Chile, São Paulo-Guarulhos                                                                  | A        |
| Iberia                         | Madrid-Barajas | A        |
| LAN Airlines                   | Santiago de Xile | A        |
| LAN Argentina                  | Lima, Miami, Punta Cana | A        |
| LAN Ecuador                    | Guayaquil, Quito, Santiago de Xile | A        |
| LAN Perú                       | Lima, Santiago de Xile | A        |
| Lufthansa                      | Frankfurt | A        |
| Malaysia Airlines              | Ciutat del Cap, Kuala Lumpur | A        |
| PLUNA                          | Montevideo, Punta del Este | A        |
| Qantas                         | Sydney | A        |
| Qatar Airways                  | Doha, São Paulo-Guarulhos | A        |
| Sky Airline                    | Santiago de Xile | A        |
| South African Airways          | Johannesburg | A        |
| TACA Airlines operat per Lacsa | Lima, San José de Costa Rica | A        |
| TACA Perú                      | Lima | A        |
| TAM Airlines                   | Recife, Rio de Janeiro-Galeão, Salvador da Bahia, São Paulo-Guarulhos | A        |
| TAM Airlines Paraguay          | Asunción, Rio de Janeiro-Galeão | A        |
| United Airlines                | Washington-Dulles | A        |